# بيبلوس (إفروس)
بيبلوس (Πέπλος) هي مدينة في إفروس في مقاطعة فوريا إلادا في اليونان.